# Henophyton deserti
Henophyton deserti là một loài thực vật có hoa trong họ Cải. Loài này được (Coss. & Durieu) Coss. & Durieu mô tả khoa học đầu tiên năm 1855.